# نجيب درويش
نجيب درويش ولد في 18 ديسمبر 1969 في بنزرت، هو مهندس وسياسي تونسي من حزب الاتحاد الوطني الحر.

## السيرة الذاتية

### الدراسة
زاول نيجب درويش تعليمه الابتدائي والثانوي في تونس قبل أن يواصل تعليمه العالي في فرنسا. تحصل في 1994 على شهادة الهندسة من تيليكوم سود باريس وعلى ماجستير في الإدارة في تخصص التسويق والتمويل في نفس السنة ومن نفس المعهد.

### المسار المهني والمدني
عمل لمدة 20 سنة في إدارة وتطوير المشاريع والأعمال التجارية في الولايات المتحدة والشرق الأوسط، لا سيما في مجالات الاتصالات والتنمية الحضرية وإدارة الفنادق وإدارة الذهب والماس، حيث شغل مناصب إدارية عليا في شركات SIG Combibloc Obeikan وinterWAVE Communications وتيسين كروب إيليفاتور.

بين 1999 و2001، كان مدير مبيعات شركة interWAVE بكاليفورنيا، ثم بين 2001 و2004 كان المدير الإقليمي لهذه الشركة في دبي. بين يوليو 2004 وفبراير 2011، كان رئيس مدير عام مجمع Cifex World بليبيا وشركة Smart Bridging بدبي. بين فبراير 2011 وأغسطس 2013 عين في منصب رئيس مدير عام مجمع تونس القابضة. وعاد في أغسطس 2013 ليشغل منصب مدير عام مجمع Smart Bridging في دبي.

بعد الثورة التونسية في 2011، ساهم في بعث العديد من الجمعيات الخيرية، حيث يذكر أنه نشط في صفوف الكشافة التونسية في شبابه. كان نائب رئيس النادي الإفريقي بين يونيو 2012 وأغسطس 2013.

### المسار السياسي
انخرط بعد الثورة التونسية في حزب الاتحاد الوطني الحر، أين أصبح نائب رئيسه بين فبراير 2011 وأغسطس 2013.

عين في 6 فبراير 2015 في منصب وزير البيئة والتنمية المستديمة في حكومة الحبيب الصيد، وبقي على رأس الوزارة حتى 27 أغسطس 2016.